# Unterägeri
Unterägeri é uma comuna da Suíça, no Cantão Zug, com cerca de 7.396 habitantes. Estende-se por uma área de 27,10 km², de densidade populacional de 273 hab/km². Confina com as seguintes comunas: Baar, Menzingen, Oberägeri, Sattel (SZ), Steinerberg (SZ), Walchwil, Zugo (Zug).
A língua oficial nesta comuna é o Alemão.